# Colombo Express
, Colombo Express a été un des plus grands porte-conteneurs naviguant (il l'a été de mars à juillet 2005). Armé par Hapag-Lloyd, il est entré en service en mai 2005. Il a été construit en Corée du Sud par les chantiers Hyundai Heavy Industries.
Il assure la liaison entre l'Europe et l'Asie, par une rotation de 56 jours incluant les ports de Shanghai, Xiamen, Yantian, Hong Kong, Singapour, Southampton, Hambourg et Rotterdam.
De par ses dimensions (voir ci-dessous), le Colombo Express est classé comme étant "Post-Panamax", c'est-à-dire d'une taille supérieure à la classe "Panamax" qui correspond aux dimensions maximum permettant de franchir le canal de Panama et ses écluses.

## Caractéristiques

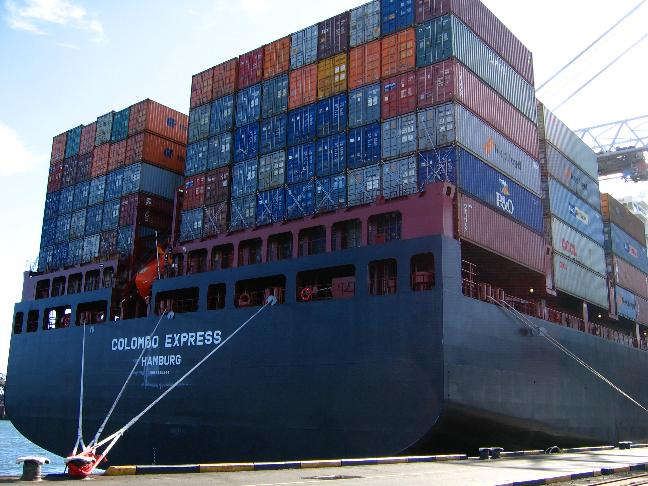
Vue de la poupe

- Longueur : 335 m
- Largeur : 43 m
- Capacité : 8750 EVP
- Puissance : 93 500 chevaux
- Vitesse : 25 nœuds

## Collision avec le navireMaersk Tanjong
Le 29 septembre 2014, le navire a été impliqué dans une collision avec un autre navire, le Maersk Tanjong, qui a provoqué un enfoncement sur 20 mètres de long du côté gauche du Colombo Express et a causé des retards dans la circulation sur le canal de Suez . La vidéo de l'incident a été filmée par un spectateur et postée sur YouTube 